# Wuxue
Wuxue (en chino, 武穴; pinyin, Wǔxué (escuchar)ⓘ) es un municipio  bajo la administración directa de la Prefectura Huanggang en la Provincia de Hubei, República Popular China. Su área es de 1241 km² y su población total para 2010 superó los 640 mil habitantes. 
Wuxue era antiguamente el Condado Guangji (广济县) cuya capital era la importante ciudad ribereña de Wuxue (武穴镇) que tiene una larga historia y donde toma su nombre. En 1987 con la aprobación del Consejo de Estado, Guanji fue elevada a municipio y renombrada como Wuxue.

## Administración
Desde octubre de 2022, el  Municipio Wuxue se divide en 12 pueblos que se administran en 4 subdistritos y 8 poblados.

## Toponimia
El topónimo Wuxue [/u-xye/] se compone de los sinogramas Wu (marcial/militar) y Xue (cueva o punto estratégico), no hay consenso sobre la etimología del nombre, pero sí teorías que explican su origen.
Se cree que en la dinastía Han, esta zona estaba dominada por el clan Wu (邬姓), por lo que se llamaba Wujiayue (邬家阅 'Asentamiento de la familia Wu'). Durante la dinastía Tang, debido a la tradición marcial (武 Wu) de sus habitantes, Wu (邬) fue fácilmente desplazado por su homófono Wu (武) quedando con sonido similar pero con significado diferente Wujiayue (武家阅 'Asentamiento de la familia marcial'). Más tarde por cercanía fonética, o forma más corta/común, evolucionó a Wujiaxue (武家穴) contraído en Wuxue.
Las Jiuxue (九穴 'nueve cuevas') se refiere a nueve canales naturales del Yangtsé usados para el control de inundaciones, y está conectada con la siguiente teoría. Wuxue fue en la antigüedad una de las nueve cuevas del río Yangtsé. Durante la dinastía Ming se le llamó Wujiaxue (武家穴 'cueva de la familia marcial') contraído en Wuxue".
La teoría más aceptada sugiere que el nombre proviene de su historia como "puesto estratégico militar" en rutas antiguas.